# 聖三木図書館
聖三木図書館（せいみきとしょかん、正式名称：イエズス会聖三木図書館）は、東京都千代田区にあるローマ・カトリック教会のイエズス会が運営する私立図書館である。館名の由来は、日本二十六聖人の「パウロ三木」に因んだものである。

## 沿革
1949年（昭和24年）4月17日に行われた聖イグナチオ教会の献堂式直後、助任司祭のペーター・クルンバッハによって、教会内に貸出図書室「聖三木文庫」が開設された。1953年（昭和28年）2月には運営を上智学院に移管し、1957年（昭和32年）に上智大学内の上智会館に移転した。
2007年（平成19年）12月3日、上智学院からイエズス会へと移管され、聖イグナチオ教会に隣接する岐部ホール内に移転し、名称も「イエズス会聖三木図書館」と改称した。